# 뉴쉬팅
뉴쉬팅(중국어 정체자: 牛煦庭, 병음: Níu Xûtíng, 한자음: 우후정, 1990년 10월 17일 ~ )은 타이완의 정치인이다. 2024년 타오위안시 제1선거구의 입법위원으로 당선된다.